# Stephan Lendi

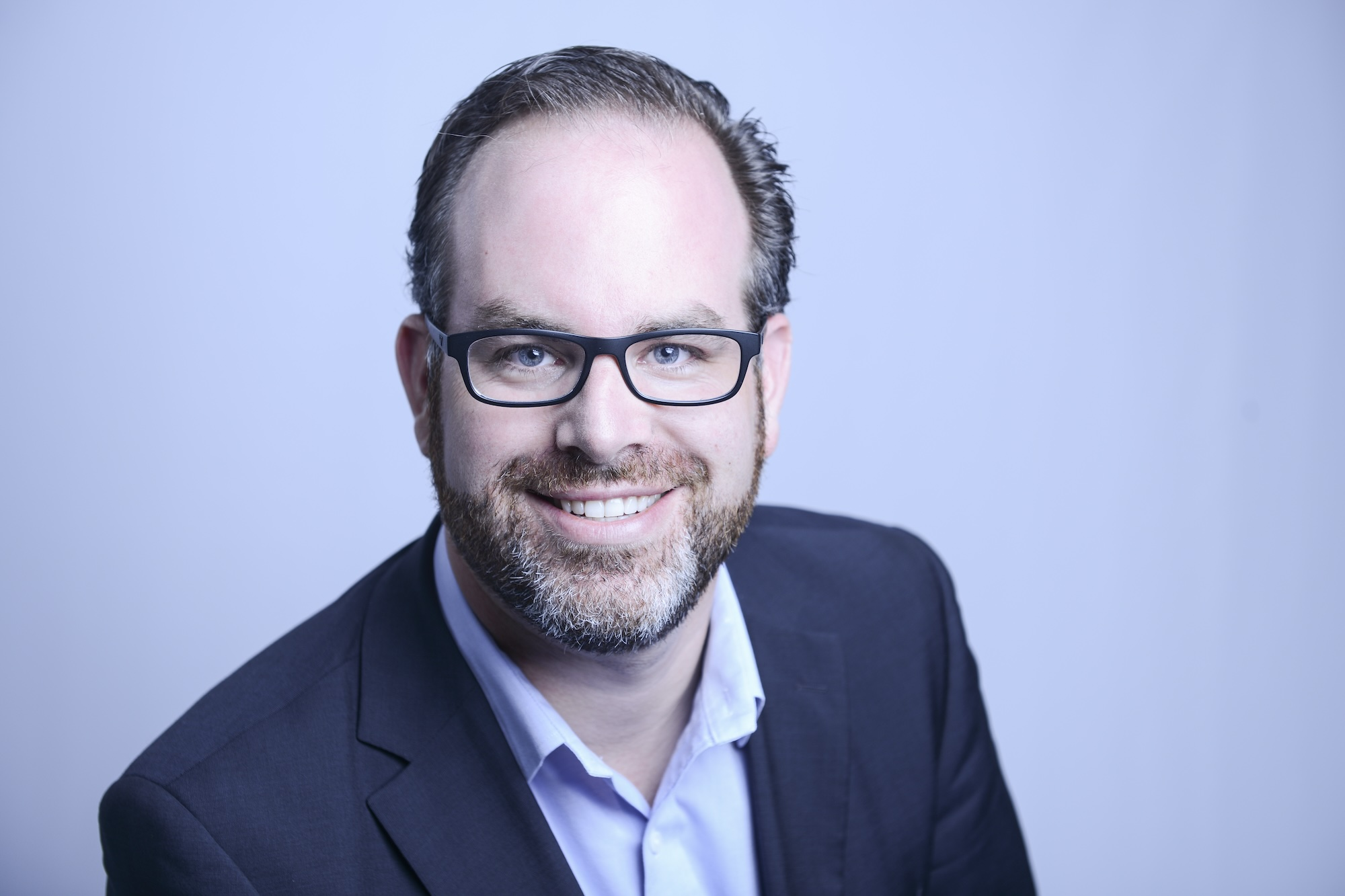
Stephan Lendi (2015)

Stephan Lendi (* 24. August 1981 in Küsnacht, ZH) ist ein Schweizer Sprecher und Moderator.

## Leben
Lendi wurde 1981 in Küsnacht als Sohn des Rechtswissenschaftlers Martin Lendi geboren. Er hat einen MBA der University of Liverpool und eine Ausbildung zum professionellen Mediator sowohl an der Harvard Law School als auch an der London School of Mediation absolviert. Darüber hinaus hat er Weiterbildungen in Verhandlungsführung und Konfliktlösung an der University of Cape Town abgeschlossen.

### Sprecher
Stephan Lendi ist in den Bereichen Voice-Over, Off-Sprecher, Werbung sowie in Dokumentationen tätig, sowohl auf Deutsch, Schweizerdeutsch und auf Englisch. Er ist Mitglied beim Sprecherverband VPS-ASP und dem Verband Deutscher Sprecher:innen e.V. Stephans Portfolio als Sprecher umfasst TV- und Radiowerbespots, Unternehmensfilmen und Bildungsvideos. Seine Stimme ist in IMAX-Filmen und Fernsehshows zur Prime Time zu hören, als Station Voice bei Blue Zoom und den CH Media Kanälen TV24 und S1.

### Rhetorik- & Kommunikations-Trainer
Stephan Lendi arbeitet als Executive Coach und Facilitator für Fach- und Führungskräfte in den Bereichen öffentliches Sprechen, Rhetorik, Medien- und TV-Interviews. Ein besonderer Schwerpunkt liegt auch auf den Themen Krisenmanagement und -kommunikation. Er ist Mitglied des Forbes Coaches Council und publiziert u. a. als Teil der Expert Panels zu den Themen Kommunikation, Rhetorik und Stimme. 2023 ist Stephan Lendi am Institute of Coaching aufgenommen worden.

## TV-Sendungen als Sprecher & Moderator

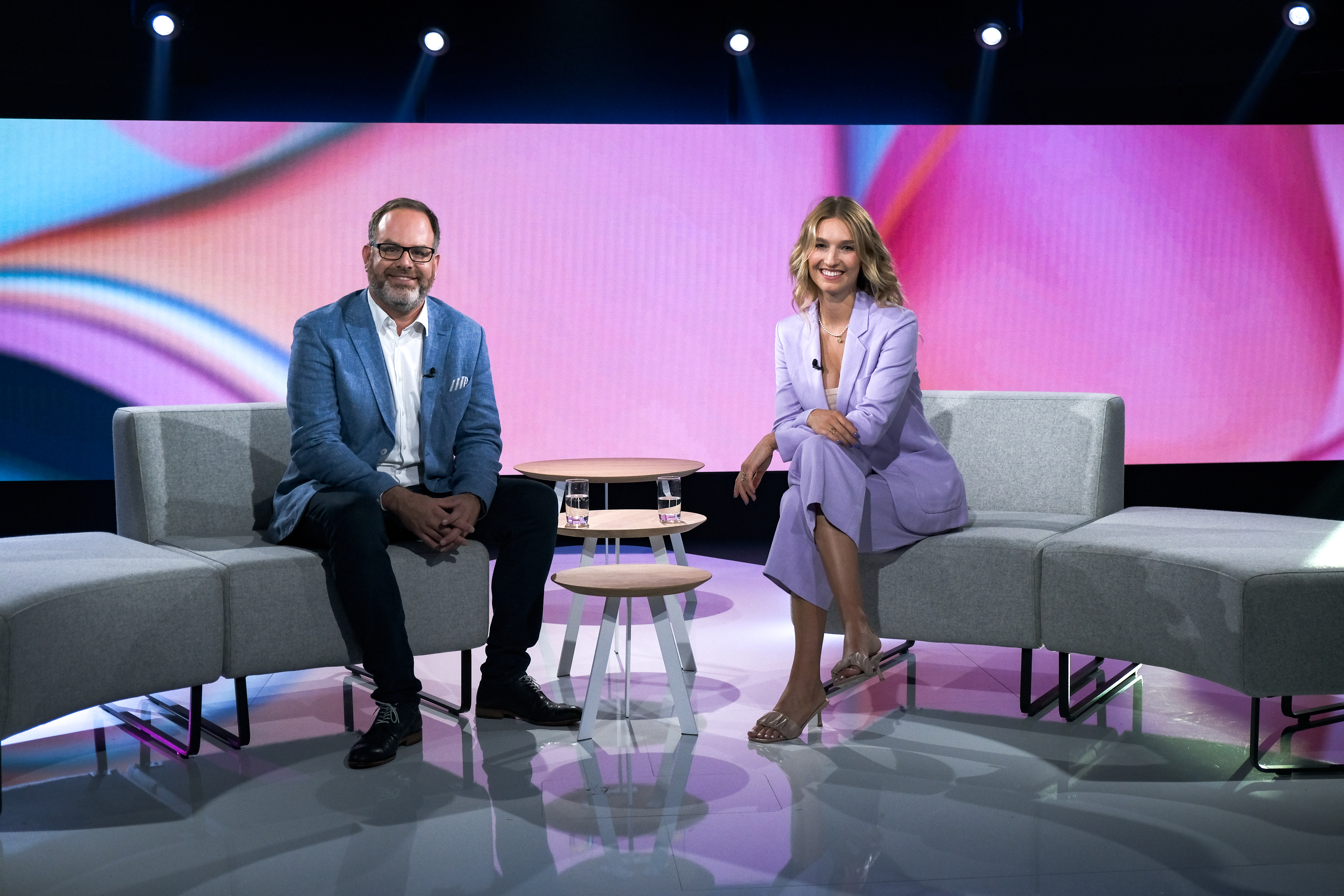
Stephan Lendi & Manuela Frey im Studio des Swiss Diversity Talk

### Swiss Diversity Talk
Das von Stephan Lendi produzierte und redaktionell begleitete TV-Format Swiss Diversity Talk wurde bei Blue Zoom ausgestrahlt. Die Folgen wurden ebenfalls als Folgen des Swiss Diversity Podcast publiziert. Zu den Gästen der Sendung gehörten u. a. Model Manuela Frey, die Rugbyspielerin Angie Stadelmann, die als Adoptivkind aus Kolumbien in der Schweiz aufwuchs, Sieglinde Kliemen mit einem Einblick in den Alltag im Männerhaus „Zwüschehalt“, Special-Olympics World Winter Games 2029 Direktor Bruno Barth, elleXX-Gründerin Patrizia Laeri, Silja Blattmann, Mutter eines Kindes mit einer autistischen Spektrumsstörung und Zurich-Film-Festival-Direktor Christian Jungen.

### RaumkulturTV
Das Immobilien- und Architekturmagazin von CH Media moderiert Stephan Lendi abwechselnd mit Tanja Gutmann seit 2019. Raumkultur wird auf allen lokalen Senden von CH Media ausgestrahlt, d. h. Tele Züri, Tele1, Tele M1, TeleBärn und TVO.

### Weitere Sendungen
- 2006 Ich glaub' ich bin ein Star, 3 Plus TV, Off-Sprecher
- 2006 Superstar, 3 Plus TV, Off-Sprecher
- 2010 Liebesglück im Osten, 3 Plus TV, Off-Sprecher
- 2010 Supersingle, Sat 1 Schweiz, Off-Sprecher
- 2016 Die Fahrschüler[14], Sat 1 Schweiz, Off-Sprecher
- 2017 Familiezyt eifach gmacht, Off-Sprecher
- 2018 Foodventure, Sat 1 Schweiz, Off-Sprecher
- 2018 Miss Schweiz Missencamp, Sat 1 Schweiz, Off-Sprecher
- 2019 Die Höhle der Löwen Schweiz, CH Media, Off-Sprecher
- 2019 Raumkultur TV, CH Media, Moderation
- 2020 Pimp it or Kick it, SRF
- 2020 Die Höhle der Löwen Schweiz, CH Media, Off-Sprecher
- 2020 Raumkultur TV, CH Media, Moderation
- 2021 Sing meinen Song, CH Media, Off-Sprecher
- 2021 Raumkultur TV, CH Media, Moderation
- 2021 Unser Haus, Sat 1 Schweiz, Off-Sprecher
- 2022 Swiss Diversity Talk, Blue Zoom, Moderation
- 2022 Swiss Music Awards, 3 Plus TV, Off-Sprecher
- 2022 Raumkultur TV[15], CH Media, Moderation
- 2022 Master Chef Schweiz, CH Media, Off-Sprecher
- 2023 Swiss Music Awards, 3 Plus TV, Off-Sprecher
- 2023 Raumkultur TV, CH Media, Moderation
- 2023 Digital Economy Award, Swiss ICT Moderation
- 2024 Raumkultur TV[16], CH Media, Moderation